# The Cherry Drops
 (juin 2023).
The Cherry Drops est un groupe américain de power pop et de garage rock formé en 2011 à Jacksonville, en Floride. Fondé par Vern Shank et Josh Cobb, le groupe est composé actuellement de Vern Shank (chant), Josh Cobb, Jamie Markowski et Jimmy Mason.

## Histoire
L'histoire des Cherry Drops remonte aux années 1960 et 1970, avec des influences de groupes tels que Strawberry Alarm Clock, The Lemon Pipers et Raspberries. Ils ont commencé en reprenant des titres de rock garage de la première génération, dont des succès tels que "Little Girl" de Syndicate Of Sound, "I Wanna Be With You" de Raspberries et "Wig-Wam Bam" de The Sweet.